# Daan Meijers
Daan Meijers (né le 11 avril 1991 à Tilbourg) est un coureur cycliste néerlandais, actif dans les années 2010. Son frère cadet Jeroen est également coureur cycliste.

## Biographie
Il met un terme à sa carrière de coureur à l'issue de la saison 2017.

## Palmarès
- 2012
  - 3e de l'Arno Wallaard Memorial
- 2013
  - 2e de la Carpathian Couriers Race
- 2014
  - Tour de Groningue
  - Grote Omloop van de Veenkolonien
  - 3e de l'Omloop van de Braakman
- 2015
  - Tour de Molen
  - Ronde van Midden-Brabant
- 2016
  - Kernen Omloop Echt-Susteren
- 2017
  - 7e étape de l'An Post Rás

## Classements mondiaux
| Année           | 2012 | 2013 | 2014 | 2015 | 2016 | 2017   |
| --------------- | ---- | ---- | ---- | ---- | ---- | ------ |
| UCI Europe Tour | 634e | 258e |      | 847e | 613e | 1 416e |